# Німфей

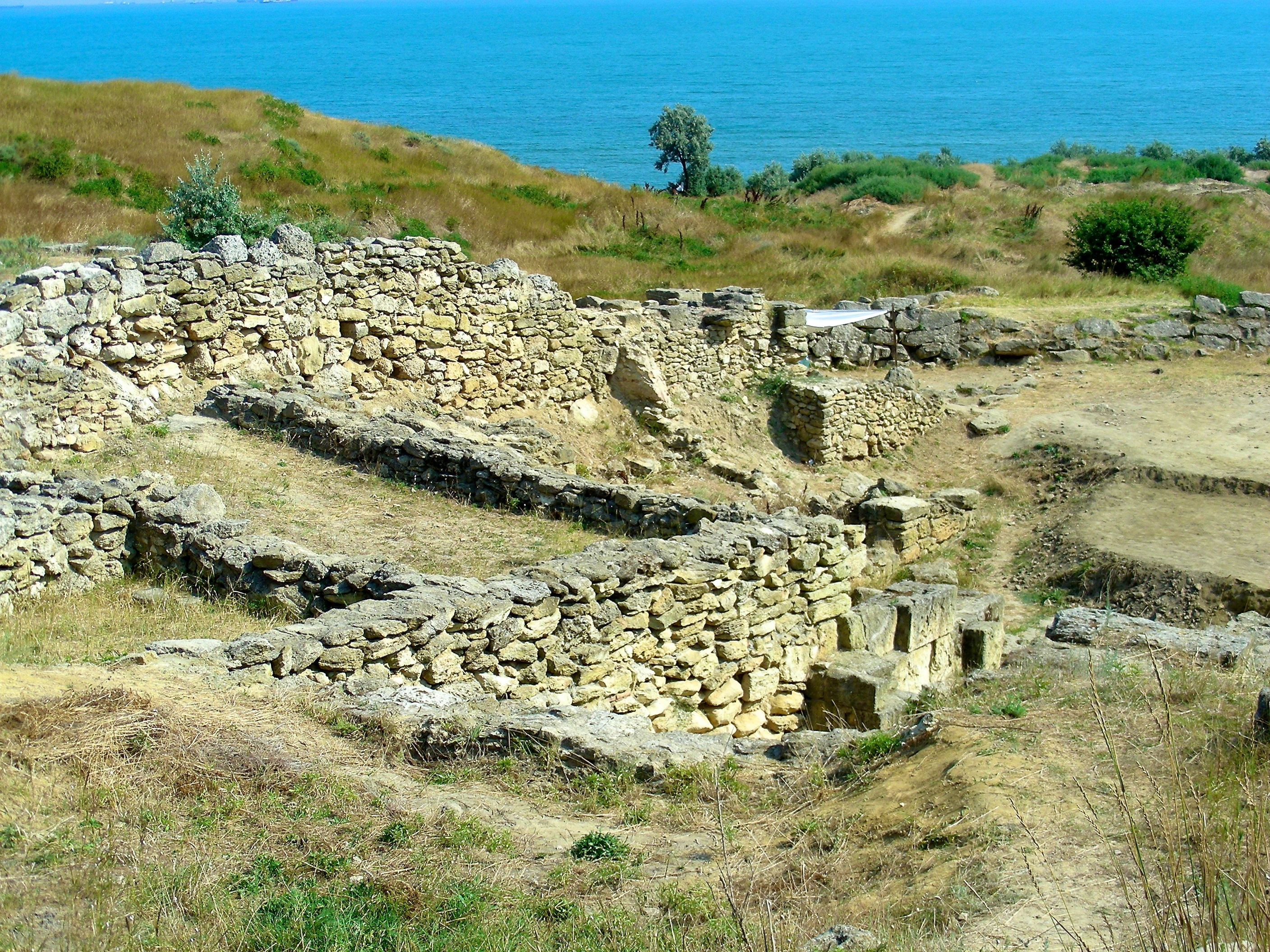
Розкопки Німфею

Німфе́й (дав.-гр. Νυμφαι̃ον — «святилище німф», «німфеум») — античне місто, яке розташовувалось на північ від сучасного селища Ельтіген (Героєвське) (у межах сучасної Керчі), та на 17 км на південь від Пантікапея.

## Історія
Було засноване в 580—560 рр. до н. е. греками, вихідцями з острова Самос. Про це місто згадують Есхіл, Скилак, Пліній, Птолемей. Давньогрецький географ Страбон називає Німфей «містом з чудовою гаванню».
Місто займало площу близько 9 га. На півночі, заході та півдні від городища — некрополь. На захід від городища розташована т. зв. «Алея склепів».

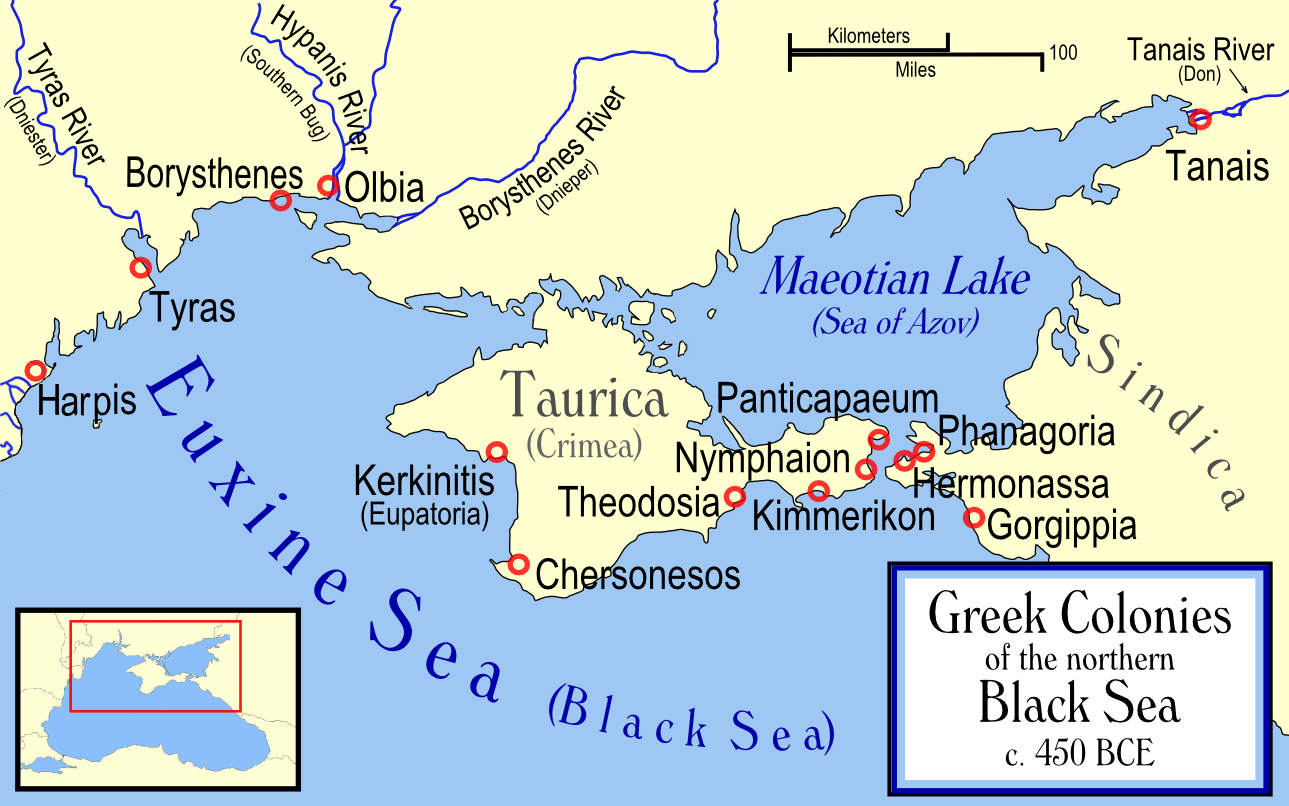
Мапа розташування античних міст у Криму

Місту певний час вдавався зберігати незалежність від Пантікапея, воно входило до Афінського морського союзу, тут був дислокований військовий гарнізон афінян, місто карбувало власну монету, але згодом таки було підкорене Пантікапеєм (ймовірно, за часів боспорського царя Сатира I, який правив у 433—390 рр. до н. е.).
Це унікальна археологічна пам'ятка, де на невеликій території сконцентровані найрізноманітніші за своїм призначенням і роллю античні споруди: городище, його некрополь, хора зі системою транспортних і гідротехнічних комунікацій, поселеннями та садибами.
Городище Німфея займає плато на березі Керченської протоки (в давнину Боспору Кімерійського), на захід від якого розташовані кургани та ґрунтовий некрополь. Досліджена територія — близько 9 га, але значна частина античного міста нині затоплена морем або занесена пісками пляжу, утвореного на його території.

### Опис
Описи узбережжя Боспору Кімерійського із зазначенням відстаней між містами на південь від Пантікапея, що дійшли до нас з античних часів, дозволили вченим ототожнити ці руїни з Німфеєм. Серед міст Боспорського царства Німфей займав одне з провідних місць. Місто, що було засновано у першій половині VI ст. до н. е., за свідченням древніх авторів мало добру гавань, а оточуючі його землі були багаті хлібом, що в усі часи забезпечувало добробут його мешканців, а також і Боспору в цілому. Ось чому боспорські правителі надавали особливого значення цьому регіону. Пильна увага до цього пам'ятника була залучена у 1866 р. знахідками ювелірних прикрас, про які з'явилися повідомлення в пресі. Ці знахідки призвели до активізації хижацьких розкопок курганів німфейських місцевими селянами і приватними особами, чому сприяло розташування міста і його некрополя на поміщицькій землі.
Особливу увагу було привернуто до чоловічих поховань зі зброєю, золотими гривнями, прекрасною чорнолаковою керамікою у супроводі кінських поховань, що дозволило говорити про наявність варварських елементів у поховальному обряді, про взаємопроникнення елементів еллінської та варварської культур. У Німфеї відкрито одне з найбільш ранніх святилищ у Причорномор'ї, що присвячене богині землеробства і родючості Деметрі, відкриті житлові та громадські будівлі, оборонна стіна IV ст. до н. е., гончарні печі і виноробні, на окремих ділянках вдалося простежити міське планування і систему міських комунікацій, що відносяться до різних періодів життя міста. У ході багаторічних досліджень на південному схилі німфейского плато вдалося встановити, що тут протягом тривалого періоду існувала священна ділянка — теменос.

### Загибель
Загибель цього ансамблю сталася в результаті грандіозного землетрусу близько середини III ст. до н. е., і протягом декількох десятиліть ця територія не використовувалася. Але зміни в економічній і політичній галузях, переорієнтація господарської діяльності призводять до того, що на даній площі в кінці III ст. до н. е. зводяться виноробні комплекси, а в перші століття нової ери вона забудовується житловими комплексами садибного типу. В епоху раннього середньовіччя територія міста використовується як некрополь.

### Сучасність

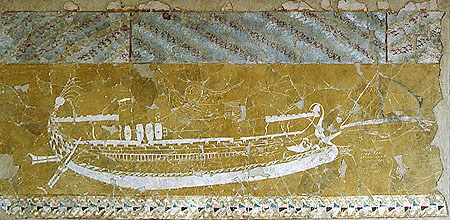
ВІдновлена фреска з Німфею. Ермітаж, Петербург.

У роки Другої Світової війни узбережжя, на якому колись був розташований стародавній Німфей, стало ареною жорстоких боїв. Бліндажі, окопи, воронки від снарядів і бомб змінили обриси берега і рельєфу місцевості. Розкопки післявоєнних років велися великими площами. Це дозволило відкрити залишки житлових будинків, майстерень виноробства, вулиць. Особливо значним стало відкриття стін акрополя і монументальних сходів, що ведуть в нижнє місто, де розташовувався порт. Тоді ж було зроблено сенсаційне відкриття святині з фресками і написами на стінах. У цієї своєрідної античної галереї найбільш вражає півтораметрове зображення корабля з написом на борту «Ісіда». Фреска була відновлена з сотень фрагментів. Відкриття та реставрація фресок святилища були відзначені ЮНЕСКО і престижною премією Онасіс, що була вручена співробітникам Ермітажу. Фреска перевезена в музей Ермітаж, де й експонується.
Серед експонатів Ермітажу — антична кераміка, фігурки з теракоти, посуд зі скла, архітектурні фрагменти, привезені у місто з Сінопи і здобуті з розкопок Німфею.
В даний час у Керченському історико-культурному заповіднику йде розробка проекту музеєфікації городища з метою перетворення його на одну з головних визначних пам'яток околиць міста Керчі.

### Скіфські кургани навколо Німфею
Як місто Німфей не існував ізольовано. Постійними були контакти з місцевими народами, а також скіфами. Торгівля пожвавлювала ці зв'язки. І як наслідок — збільшення кількості речей грецького походження в скіфських похованнях — курганах, де скіфи поховані разом з кіньми. Саме в цих похованнях і знайдені шоломи, мечі, вістря стріл та списів, військове знаряддя, датоване 5 ст до н. е. В похованнях вождів знайдені ювелірні прикраси, грецькі чорнолакові чаші, червонофігурні вази, вироби з античної бронзи.